# Imotz
Imotz település Spanyolországban, Navarra autonóm közösségben. Imotz Basaburua, Ultzama, Atez-Atetz, Juslapeña, Iza, Arakil, Larraun és Irurtzun községekkel határos. Lakosainak száma 412 fő (2024).

## Népesség
A település népessége az elmúlt években az alábbi módon változott:
| Lakosok száma | 396  | 406  | 433  | 446  | 435  | 434  | 430  | 423  | 418  | 412  |
|               | 2001 | 2004 | 2007 | 2009 | 2012 | 2014 | 2017 | 2019 | 2022 | 2024 |